# Score de Mallampati

Score de Mallampati.

Utilisé essentiellement en anesthésie et parfois en médecine d'urgence, le score de Mallampati ou la classification de Mallampati ou le test de Mallampati, permet de prévoir la difficulté d'une intubation orotrachéale, et donc de prévoir une intubation difficile. Il est déterminé par l'observation de l'anatomie de la cavité orale.
Les 4 classes de Mallampati sont :
- classe 1 : toute la luette et les loges amygdaliennes sont visibles
- classe 2 : la luette est partiellement visible
- classe 3 : le palais membraneux est visible
- classe 4 : seul le palais osseux est visible

Les classes 1 et 2 présagent d'une intubation a priori facile, les classes 3 et 4 d'une intubation difficile.